# Kommunistische Arbeiterpartei Deutschlands

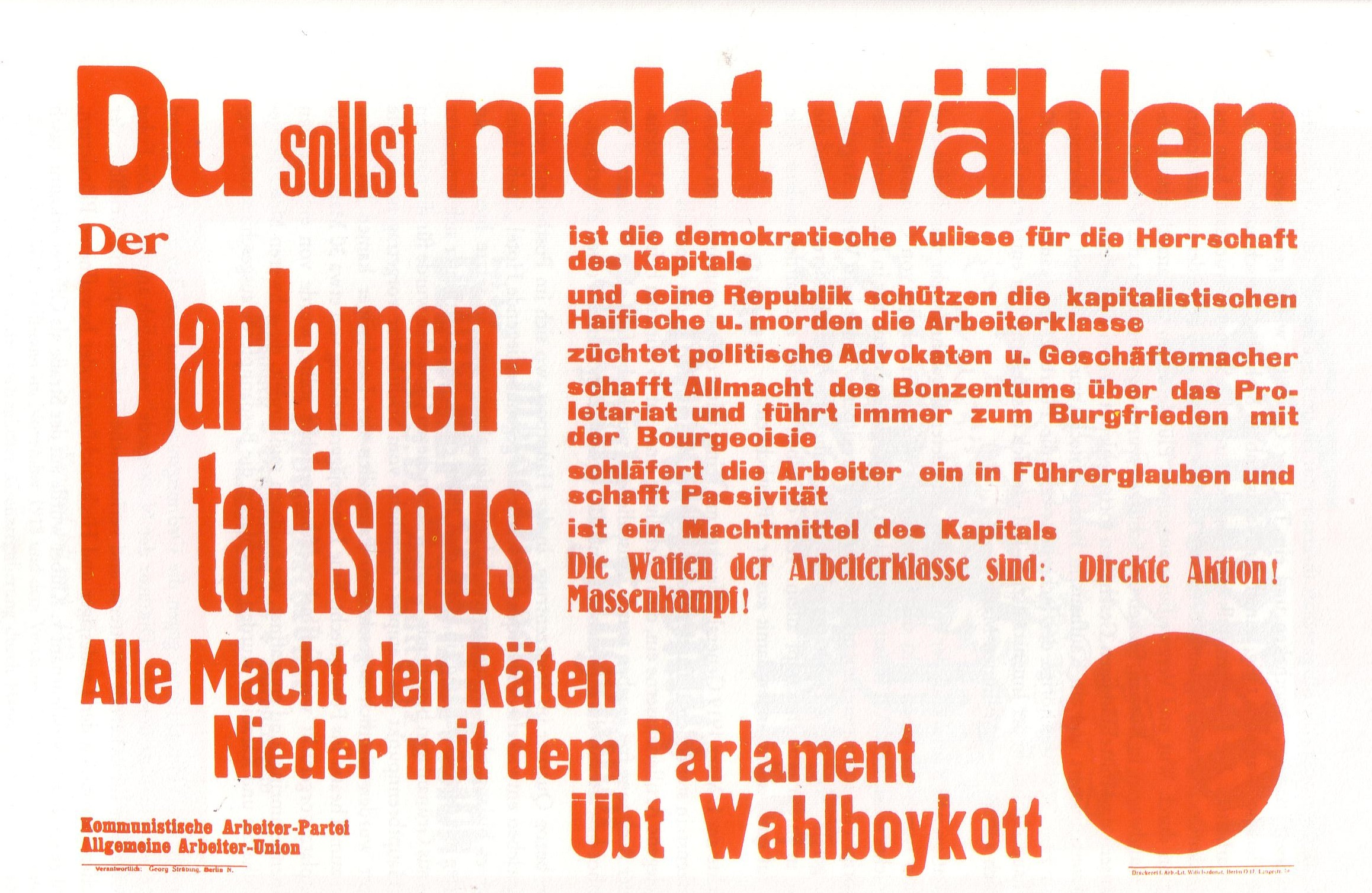
Wahlplakat der KAPD (1920)

Die Kommunistische Arbeiterpartei Deutschlands (KAPD) war eine kommunistische Partei während der Weimarer Republik, die sich vorrangig aus dem linken Flügel der Kommunistischen Partei Deutschlands (KPD) gebildet hatte. Sie vertrat linksradikale, antiparlamentaristische und rätekommunistische Positionen und verlor in den auf ihre Gründung folgenden Jahren durch verschiedenste Abspaltungen an gesellschaftlicher Bedeutung. Sie ging in den frühen 1930er Jahren in der Kommunistischen Arbeiter-Union Deutschlands (KAUD) auf.

## Geschichte
Die KAPD wurde am 4./5. April 1920 von Mitgliedern des linken Flügels der KPD gegründet, die auf dem Heidelberger Parteitag der KPD (20.–23. Oktober 1919) durch die Zentrale Leitung unter Paul Levi ausgeschlossen worden waren. Viele von ihnen waren vor der KPD-Gründung in der Gruppe Internationale Kommunisten Deutschlands aktiv. Ihr Hauptziel war die sofortige Beseitigung der bürgerlichen Demokratie und die Konstituierung einer Diktatur des Proletariats, wobei eine Diktatur einer Partei nach russischem Vorbild verworfen wurde. Die KAPD lehnte, anders als die KPD, insbesondere die leninistische Organisationsform des sogenannten demokratischen Zentralismus, die Teilnahme an Wahlen und die Mitarbeit in reformistischen Gewerkschaften ab. Eine wichtige Rolle für die KAPD spielten die niederländischen kommunistischen Theoretiker Anton Pannekoek und Herman Gorter, die nach dem Vorbild der KAPD in den Niederlanden die Kommunistische Arbeiders-Partij Nederland (KAPN) ins Leben riefen, die niemals die Bedeutung der Schwesterpartei in Deutschland erreichte.
Hintergrund für die Gründung der KAPD war der Kapp-Putsch. Er hatte nach Ansicht des linken Flügels in der KPD gezeigt, dass das Verhalten der KPD-Parteileitung gleichbedeutend mit einem Aufgeben des revolutionären Kampfes war, da die KPD eine mehrmals wechselnde Haltung zum Generalstreik eingenommen und im Bielefelder Abkommen vom 24. März 1920 einer Entwaffnung der Roten Ruhrarmee zugestimmt hatte. Die Berliner Bezirksgruppe rief zum 3. April 1920 einen Kongress der linken Opposition ein. Dort wurde beschlossen, sich als die Kommunistische Arbeiter-Partei Deutschlands zu konstituieren. Die Delegierten vertraten nach Schätzungen 80.000 KPD-Mitglieder. Die neu gegründete Partei trat für die Ablehnung der parlamentarischen Tätigkeit und den aktiven Kampf gegen den bürgerlichen Staat ein. Sie arbeitete in der Folgezeit eng mit der Allgemeinen Arbeiter-Union Deutschlands (AAUD) zusammen. Hochburgen der Partei lagen in Berlin, Hamburg, Bremen und Ostsachsen, wo sich jeweils ein Großteil der KPD-Mitglieder der neuen Partei anschloss.
Im August 1920 erfolgte der Ausschluss der Hamburger Gründungsmitglieder Heinrich Laufenberg und Fritz Wolffheim, die nationalbolschewistische Ideen vertreten hatten. Zwei Monate später wurde auch Gründungsmitglied Otto Rühle ausgeschlossen. Die KAPD war 1920 bis 1921 kooptiertes Mitglied der III. Internationale.
1921 kooperierte die KAPD bei der Märzaktion wieder mit der KPD. Ausgelöst wurde dies durch den Einmarsch von Truppen der Weimarer Republik in das mitteldeutsche Industriegebiet, wobei KAPD und KPD befürchteten, dass das Militär die Betriebe besetzen wollte.
Ende 1921 kam es zu einer weiteren Absplitterung, als sich Teile der AAUD um Rühle, Franz Pfemfert und Oskar Kanehl von der KAPD trennten und die AAUE gründeten.
Nach 1921, als die KAPD noch über 43.000 Mitglieder verfügte, verlor die Partei mehr und mehr an Bedeutung und spaltete sich 1922 in die Berliner Richtung und die Essener Richtung um Alexander Schwab, Arthur Goldstein, Bernhard Reichenbach und Karl Schröder. Hauptgrund war die Ablehnung der Beteiligung an betrieblichen Tageskämpfen in einer als revolutionär eingeschätzten Situation durch die Essener.
Die Gründung einer Kommunistischen Arbeiter-Internationale (KAI) 1922 durch die KAPD der Essener Richtung (die Berliner Richtung lehnte diesen Schritt als verfrüht ab), gemeinsam mit den Gruppen um Herman Gorter in den Niederlanden, um Sylvia Pankhurst in Großbritannien und weiteren Gruppen in Belgien, Bulgarien und unter Exilanten aus der Sowjetunion war wenig erfolgreich. Die KAI, deren Sekretariat von der deutschen Sektion dominiert wurde, zerfiel bis 1925.
1926/1927 kam es zum kurzfristigen Zusammenschluss der KAPD (Berliner Richtung) mit der Entschiedenen Linken um den aus der KPD ausgeschlossenen Reichstagsabgeordneten Ernst Schwarz. Diese Fusion führte innerhalb der KAPD zu einer weiteren Spaltung, da Schwarz sein Abgeordnetenmandat nicht niederlegte, wie es eine Minderheit der Mitglieder forderte, die sich nach dem darauf erfolgten Austritt um die Zeitschrift Vulkan gruppierte.
Widerstandsgruppen gegen den Nationalsozialismus, die in der Tradition der KAPD standen, waren die Roten Kämpfer und die Kommunistische Räte-Union im Raum Braunschweig. Genuine KAPD-Widerstandsgruppen gab es im Ruhrgebiet, in Leipzig (wo die örtliche KAPD-Gruppe in ihrer Druckerei auch Materialien für andere Widerstandsgruppen erstellte), in Königsberg und im litauischen Memel.
Weitere bekannte Mitglieder der KAPD waren die Schriftsteller Franz Jung, Adam Scharrer und Friedrich Wendel, der Künstler Heinrich Vogeler, der Pressefotograf John Graudenz, der Anthropologe Paul Kirchhoff, die Anführer bewaffneter kommunistischer Partisanengruppen 1920/1921 Max Hölz und Karl Plättner, die rätekommunistischen Theoretiker und Aktivisten Fritz Rasch, Paul Mattick und Jan Appel sowie August Merges, der 1918/1919 kurzzeitig Präsident der Sozialistischen Republik Braunschweig war sowie die jungen Brüder Harry und Fritz Dyck aus Königsberg, welche 1920 im Gerichtsgefängnis von Goldap unter ungeklärten Umständen ums Leben kamen.